# Csuhloma
Csuhloma (oroszul: Чухлома) város Oroszország Kosztromai területén, a Csuhlomai járás székhelye.
Lakossága: 5411 fő (a 2010. évi népszámláláskor).

## Fekvése
Kosztromától 172 km-re északkeletre, a Csuhloma-tó partján terül el. A legközelebbi vasútállomás az 58 km-re délnyugatra fekvő Galics, vasúti csomópont.

## Története
A tó parti Csuhloma már a 10. században is létezett, bár a mai várostól távolabbi helyen. Neve a kosztromai vidéken valaha élt finnugor népcsoport nevéből származik. A 9. században oda betelepülő szlávok az Északi-Dvina és a Szuhona medencéjében talált finnségi népcsoportot csugy-nak (csuhna, csuhonci) nevezték. Az ő nyelvükön csuhloma feltehetően a csugy tava jelentéssel bírt.
Az egykori városka helyén Avraamij szerzetes – akit hol Galickij (Galicsi-), hol Csuhlomszkij (Csuhlomai-), hol Gorogyeckij (Gorogyeci-) Avraamijként említenek – 1355-ben kolostort alapított. Csuhloma nevét az évkönyvek először 1381-ben említik, amikor egy egyházi vezetőt ebbe a kolostorba száműztek. Erődítménye a 15. század elején épült, ekkor a Galicsi fejedelemséghez tartozott, majd azzal együtt a Moszkvai nagyfejedelemség része lett. A 16. század első felében, majd a 17. század eleji harcokban különösen sok támadást élt át. 
Csuhlomának több híres kereskedő dinasztiája volt. Közülük a leggazdagabbak saját hajóikon Arhangelszken át Amszterdammal is kereskedtek. A lakosok többsége kézművességgel, halászattal foglalkozott. 1778-ban város és a Kosztromai kormányzóság egyik közigazgatási egységének székhelye lett. A szovjet korszakban a településen erdészeti gazdaság és tejfeldolgozó vállalat működött. 

## A mai város
A régi várost a tópartra építették és félkörben földsánccal vették körül, melynek kisebb maradványai fennmaradtak. A 18–19. század fordulóján kialakított városszerkezet központja ma is az egykori vásártér (Torgovaja ploscsagy). Északi részén emelkedik az ötkupolás Uszpenszkij-templom (Istenanya elszenderedése-templom, 1730–1740) és sátortetős harangtornya. Egy másik műemlék a Preobrazsenszkij-székesegyház (Urunk színeváltozása-székesegyház) 1746-ban emelt épülete. A lakóházak jelentős része napjainkban is régi, faragással díszített faház.
A településtől északra, a magas tóparton található a 14. században alapított Avraam Gorogyeckij- (Gorogyeci Ábrahám-) kolostor. A 18. században kőfallal vették körül. Területén két ötkupolás templom áll, a nagyobbikhoz (1857–1867) harangtorony csatlakozik.